# Martin Švestka
Martin Švestka (* 27. června 1977 Olomouc) je bývalý český fotbalový obránce. V sezóně 2006/07 získal s MŠK Žilina slovenský ligový titul.

## Fotbalová kariéra
V české lize hrál za SK Sigmu Olomouc a 1. FK Drnovice. Nastoupil ve 20 ligových utkáních a dal 1 gól. V nižších soutěžích hrál i za SK Baník Ratíškovice a FC Vítkovice. Na Slovensku hrál za FK ZŤS Dubnica nad Váhom, MŠK Žilina a ŠK Slovan Bratislava.

## Ligová bilance
| Ročník                          | Zápasy | Góly | Minuty | Klub                 |
| ------------------------------- | ------ | ---- | ------ | -------------------- |
| Gambrinus liga 1997/98          | 6      | 1    | 427    | SK Sigma Olomouc     |
| 2. česká fotbalová liga 1999/00 | 15     | 2    | –      | SK Baník Ratíškovice |
| 2. česká fotbalová liga 2000/01 | 15     | 0    | –      | SK Baník Ratíškovice |
| Gambrinus liga 2000/01          | 12     | 0    | 635    | 1. FK Drnovice       |
| Gambrinus liga 2001/02          | 2      | 0    | 78     | 1. FK Drnovice       |
| 2. česká fotbalová liga 2008/09 | 24     | 0    | –      | FC Vítkovice         |
| 2. česká fotbalová liga 2009/10 | 15     | 0    | –      | FC Vítkovice         |
| CELKEM 1. liga ČR               | 20     | 1    | 1 140  |                      |